# Cremyll
Cremyll – wieś w Anglii, w Kornwalii, położona na północno-wschodnim krańcu półwyspu Rame, nad zatoką Hamoaze (estuarium rzeki Tamar), naprzeciw miasta Plymouth. Leży 101 km na wschód od miasta Penzance i 312 km na południowy zachód od Londynu.
Przystań w Cremyll obsługuje pasażerskie połączenia promowe do Plymouth. W jej sąsiedztwie znajduje się park krajobrazowy, dawna posiadłość arystokratyczna, Mount Edgcumbe.